# Dicranopteris linearis
Dicranopteris linearis är en ormbunkeart som först beskrevs av Nicolaas Laurens Burman och som fick sitt nu gällande namn av Lucien Marcus Underwood.
Dicranopteris linearis ingår i släktet Dicranopteris och familjen Gleicheniaceae.

## Underarter
Arten delas in i följande underarter:
- Dicranopteris linearis emarginata
- Dicranopteris linearis alternans
- Dicranopteris linearis bidentata
- Dicranopteris linearis demota
- Dicranopteris linearis ferruginea
- Dicranopteris linearis inaequalis
- Dicranopteris linearis latiloba
- Dicranopteris linearis rigida
- Dicranopteris linearis stipulosa
- Dicranopteris linearis subferruginea
- Dicranopteris linearis subspeciosa

## Bildgalleri

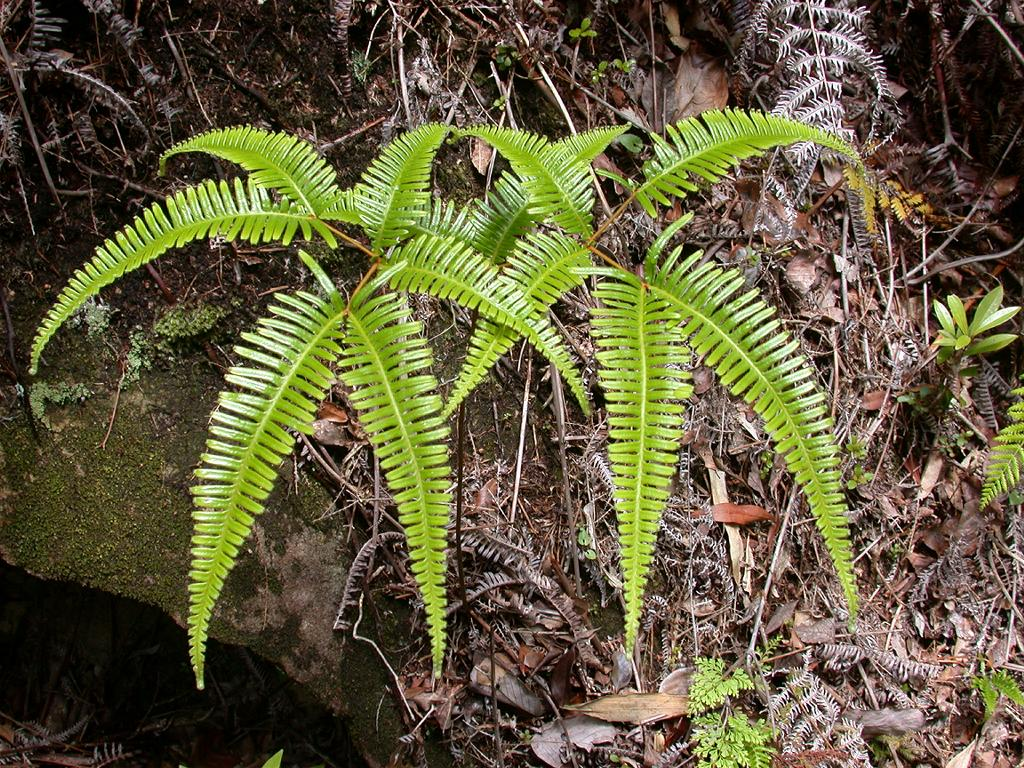
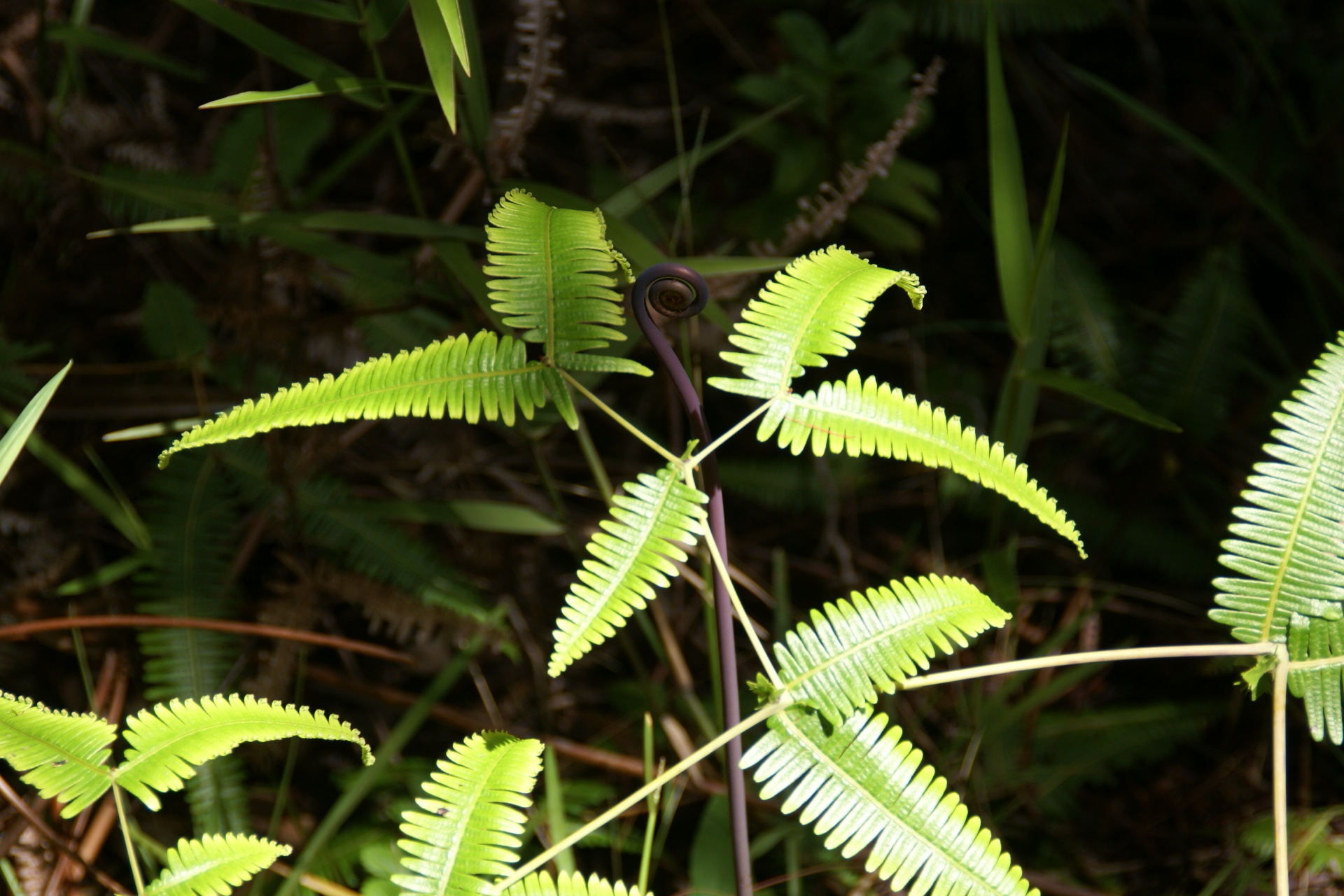
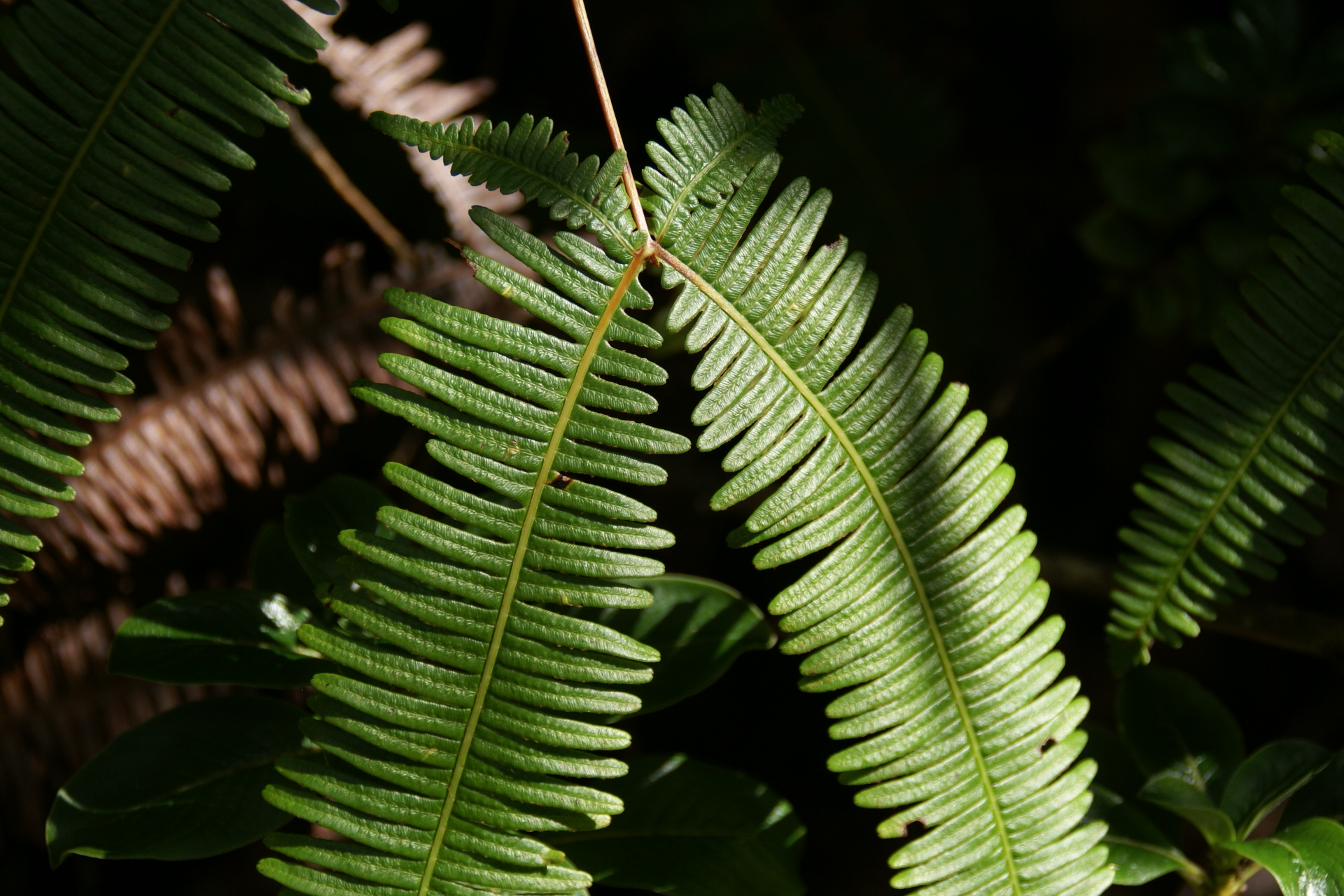
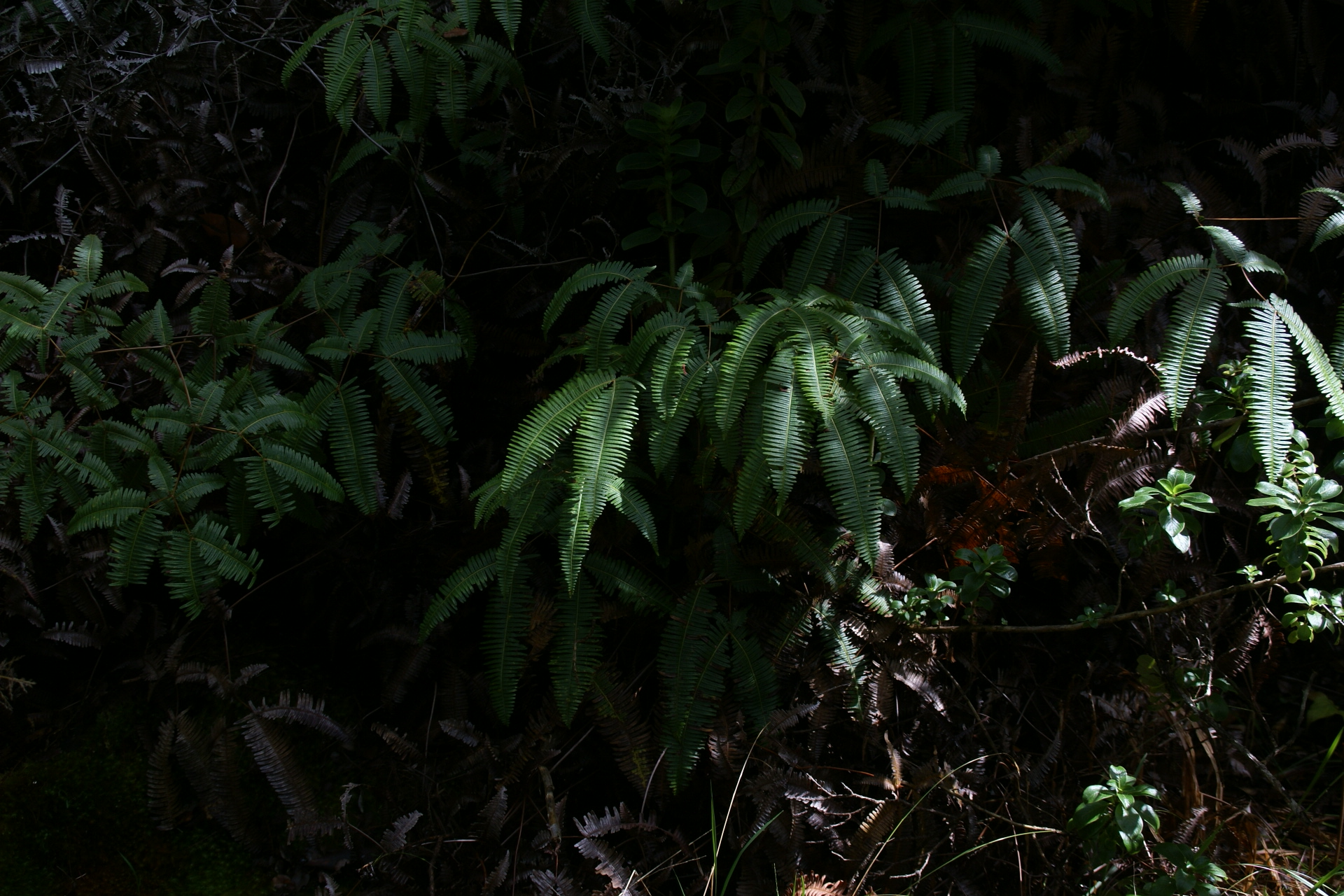
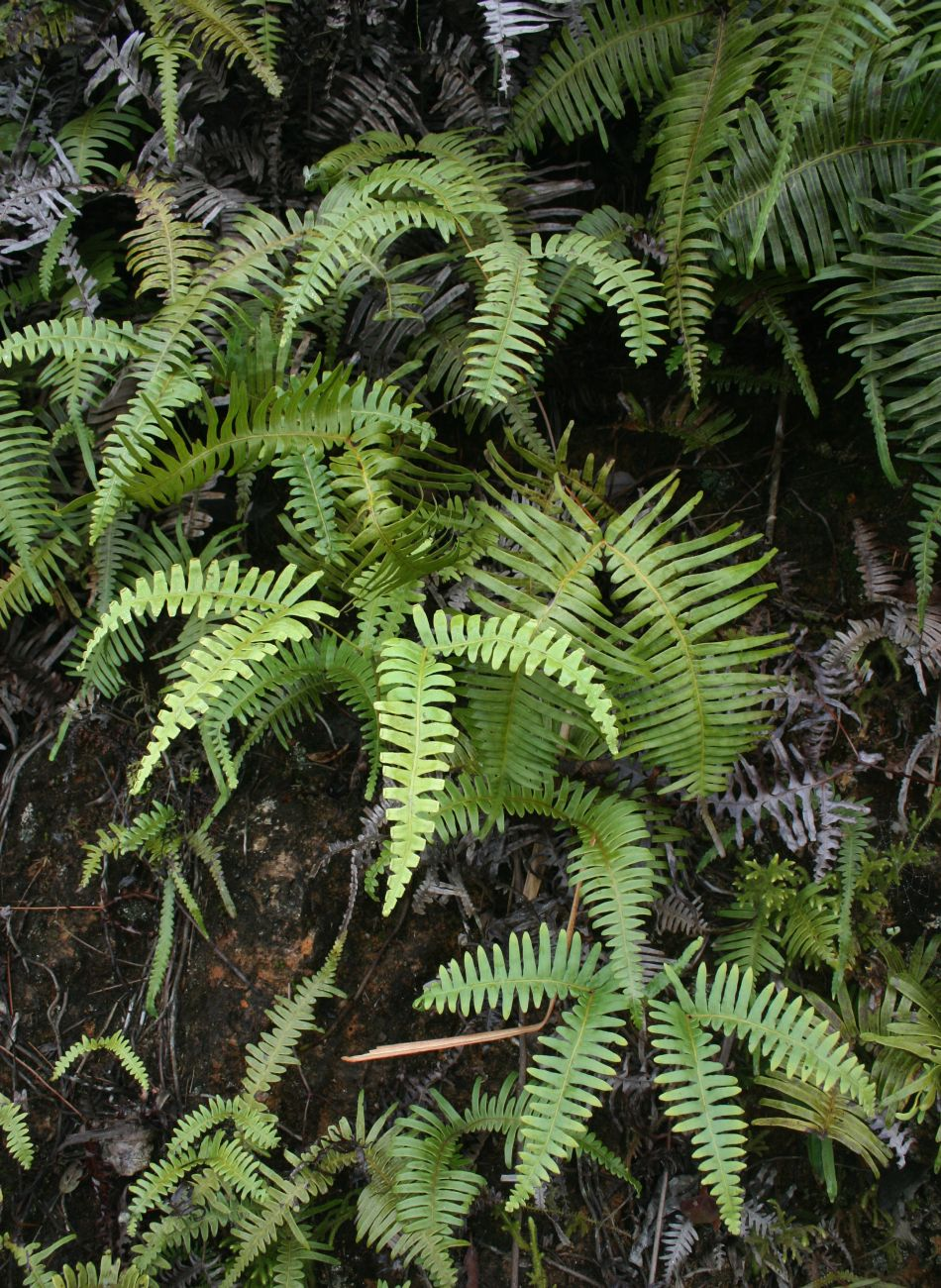
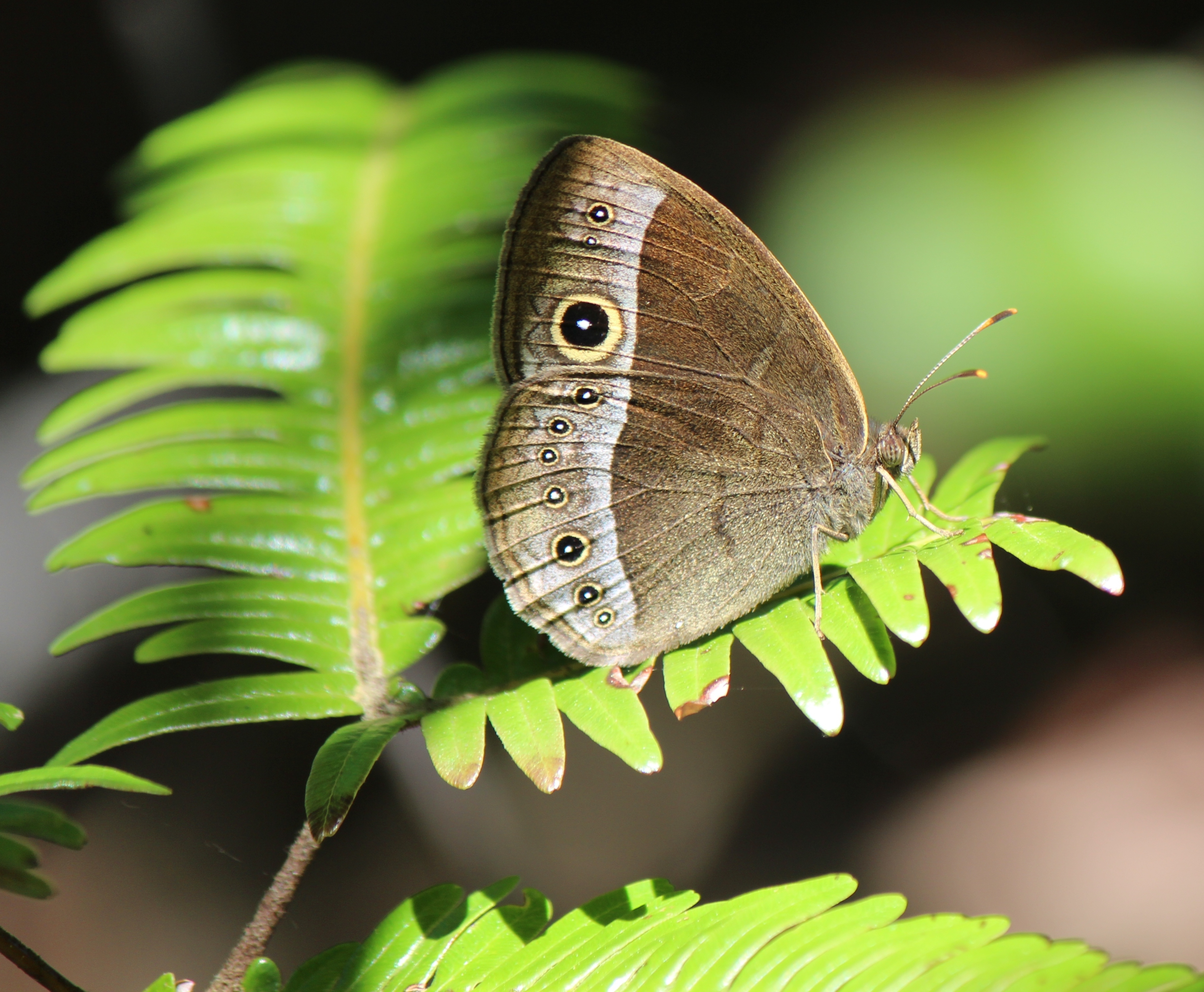